# 高湖镇 (靖安县)
高湖镇，是中华人民共和国江西省宜春市靖安县下辖的一个乡镇级行政单位。

## 行政区划
高湖镇下辖以下地区：
利群社区、高湖村、西头村、永丰村、山口村、中港村、棠棣村、下观村和高湖林场生活区。